# محوطه بی‌بی صالحه
محوطه بی بی صالحه مربوط به سدهٔ ۶–۸ ه.ق است و در شهرستان نیشابور، بخش زبرخان، دهستان زبرخان، روستای سر تلخ واقع شده و این اثر در تاریخ ۳ خرداد ۱۳۸۶ با شمارهٔ ثبت ۱۹۱۲۵ به‌عنوان یکی از آثار ملی ایران به ثبت رسیده است.